# Lanta
Lanta (okcitansko Lantar) je naselje in občina v južnem francoskem departmaju Haute-Garonne regije Jug-Pireneji. Leta 2008 je naselje imelo 1.542 prebivalcev.

## Geografija
Naselje leži v pokrajini Languedoc 20 km vzhodno od Toulousa.

## Uprava
Lanta je sedež istoimenskega kantona, v katerega so poleg njegove vključene še občine Aigrefeuille, Aurin, Bourg-Saint-Bernard, Lauzerville, Préserville, Sainte-Foy-d'Aigrefeuille, Saint-Pierre-de-Lages, Tarabel in Vallesvilles s 6.673 prebivalci.
Kanton Lanta je sestavni del okrožja Toulouse.
- Zvonik.
- Cerkev Marije Lanta.
- Pročelje starega župnišča.
- Saint Anatoly de Lanta
- Lanta - Saint Anatoly